# Театр Амитивилля
Театр Амитивилля — американский фильм ужасов о сверхъестественном 2015 года, созданный Джоном Р. Уокером, режиссером и соавтором сценария Стивом Харди. Это тринадцатый фильм по мотивам романа Джея Энсона 1977 года «Ужас Амитивилля». Монель ЛеСтрат исполняет роль Фоун Гарриман, недавно осиротевшей ученицы средней школы Даннеморы, которая получает в наследство таинственный заброшенный театр, расположенный в Амитивилле, штат Нью-Йорк.

## Сюжет
Фаун Гарриман, ученица средней школы Даннеморы, чьи родители умерли год назад, получает в наследство «Рокси», заброшенный театр, расположенный в Амитивилле, штат Нью-Йорк. Фаун посещает «Рокси» вместе со своей подругой Инди, парнем Кайлом, младшим братом Кайла Джеваном и другом Джевана Мэттом, пока один из ее учителей, Виктор Стюарт, изучает историю театра и Амитивилля. Фаун и ее друзья оказываются в ловушке в театре, где нет сотовой связи, вскоре после встречи с Венди, беглянкой, которая поселилась в «Рокси». После нескольких неудачных попыток выбраться из театра, Фоун и остальные сталкиваются с паранормальными явлениями, такими как призрак, похожий на Фоун, и спиритическая доска, на которой написано слово «Сестра».
В ходе своих исследований Стюарт замечает, что 13 ноября в Амитивилле всегда умирают шесть человек. Стюарт сообщает о своих выводах Эллиоту Сондерсу, мэру Амитивилля, который объясняет, что пещеры, расположенные под Амитивиллем, — это врата в ад, которые были случайно заперты много веков назад племенем шиннекоков. Первые шесть шиннекоков, которые вошли в катакомбы, были одержимы демонами и заживо погребены в пещерах другими шиннекоками. В какой-то момент катакомбы были снова запечатаны, и с тех пор культ, состоящий из элиты Амитивилля, приносит в жертву демонам шесть человек (включая первенца каждого из них), чтобы умиротворить их и не дать им распространиться из Амитивилля на остальную Землю. Фаун должна была быть принесена в жертву демонам вместе со своей сестрой-близнецом Адриенн, но ее родители отдали демонам только Адриенн. Культ организовал смерть родителей Фаун, зная, что они попытаются помешать им «извиниться» перед демонами за проступок Гарриманов, отдав им Фаун. Сандерс, мучимый чувством вины за все смерти, которые он курировал и организовывал, кончает жизнь самоубийством, убив собственного телохранителя и отдав Стюарту специальный ключ, который даст Стюарту доступ к Рокси.
Стюарт спасает Мэтта, но Венди исчезает, а Фаун попадает в плен к разлагающимся демонам, которые убили и заменили землемера, Джевана, Инди и Кайла. Стюарт и Фоун убегают от демонов, но как только они достигают выхода, Фоун, голос которой стал демоническим, тащит Стюарта обратно в Рокси, крича при этом: «Я Адриенна!».

## В ролях
- Монель ЛеСтрат в роли Фоун Харриман
- Линден Бейкер в роли Кайла Блейкера
- Кенни Бенуа в роли Маттеуса «Мэтта» Дарнелла
- Холли Энн Корник в роли Венди Шардлоу
- Ева Квок в роли Индиры «Инди» Дивани
- Логан Рассел в роли Джевана Блейкера
- Гэри Мартин в роли мэра Эллиота Сондерса
- Аня Марсон в роли профессора Селии Найтингейл
- Джон Р. Уокер в роли Виктора Стюарта
- Спенсер Бэнкс в роли преподобного Саймона Рэндалла
- Шерил Берфилд в роли Лиз Рэндалл
- Иэн Доннелли в роли Уэйна Флетчера
- Лесли Скобл в роли Карен
- Тиана Диль в роли Дороти Феликс
- Эмили Дил-Ридер в роли Тани Эрнандес
- Дональд Филипс в роли Эда Клейтона
- Майк Ридер в роли Фрэнка Харримана
- Меллисса Боркент в роли Джин Гарриман

## Релиз
Фильм «Амитивилль: Игровой дом» был выпущен на DVD в Великобритании компанией 4Digital Media 13 апреля 2015 года. 4Digital Media также выпустила фильм под названием «Театр Амитивилля» на DVD в Северной Америке 23 июня 2015 года.

## Прием
Текс Хула из Ain’t It Cool News назвал «Амитивилль: Игровой дом» «тягомотиной» с «ужасными актерами». Патрик Купер из Bloody Disgusting обрушился с сильной критикой на «Игровой дом», написав: «Фильм абсолютно убог от сценария до актерской игры. Освещение либо замыленное, либо слишком темное, в общем, просто избегайте этого беспорядка». Джеймс Лаксфорд из Radio Times также критиковал фильм, назвав его неоригинальным «потертым шок-фестом» с «жесткими и неуклюжими постановками», а затем заключил: «Вряд ли он взволнует даже самых ярых поклонников ужасов, „Амитивилль: Игровой дом“ — это неразвитая осечка, которая, если не больше, заставит вас тосковать по старым страшным фильмам.» Фильм получил оценку 1/5 от Лесли Фелперина из The Guardian, который кратко заявил, что он страдает от «плохих спецэффектов, восхитительно паршивого сценария, халтурной режиссуры и, прежде всего, действительно отвратительной актерской игры, достигшей такого уровня неумелости и деревянности, который посрамил бы самый дешевый любительский порнофильм».